# Nationalpark Skuleskogen
Der 1984 eingerichtete Nationalpark Skuleskogen mit einer Gesamtfläche von 2360 Hektar liegt in einer bergigen, sehr abwechslungsreichen Küstenregion an der Ostsee südlich von Örnsköldsvik. Die Höga Kusten (Die hohe Küste) genannte Region liegt dort, wo in der letzten Eiszeit das Inlandeis am dicksten und somit das Land am weitesten nach unten gedrückt wurde. Nach dem Abschmelzen der Gletscher stieg das Land auf und es entwickelte sich diese sehenswerte Landschaft.

## Geografie

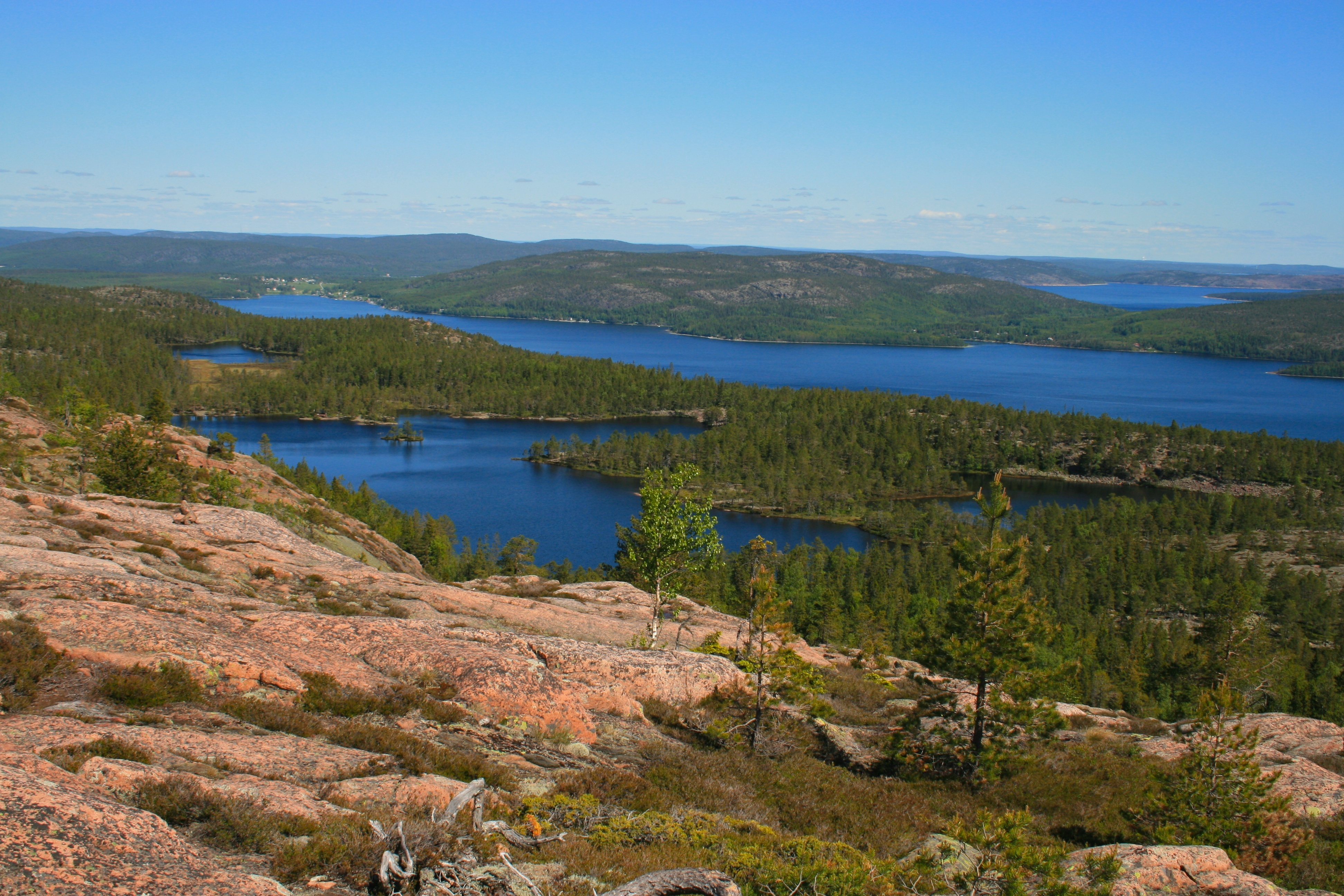
Slåttdalsberget

Markante, felsige Bergkuppen, Kiefernwälder, tiefe, durch Inlandeis überformte Täler sowie ruhige Bergseen prägen den Park. Der Felsgrund des Parks besteht größtenteils aus Rapakiwigranit. Außerdem gibt es Moore und Geröllhalden im Bereich des früheren Meeresspiegels, der hier durch die postglaziale Landhebung auf teilweise über 285 Meter über NN liegt. Die größte Sehenswürdigkeit des Parks ist die Slåtterdalskrevan, eine vermutlich durch schnellere Verwitterung eines Diabasganges entstandene etwa 200 m lange Schlucht mit 40 m hohen senkrechten Wänden.
Es existieren 30 km markierte Wanderpfade (inklusive des Weitwanderweges Höga kustenleden, der durch das Gebiet führt) mit kostenlosen, frei zugänglichen Übernachtungs- und Rasthütten sowie ein Informationszentrum (Naturum) an der Europastraße 4. Die Anfahrt geschieht von Süden aus über Docksta oder von Norden aus über Näske.

## Flora und Fauna
An Tieren lassen sich im Park Elche, Rehe, Luchse, Bären, Füchse, Dachse sowie einige seltene Vogelarten beobachten. Der Wald besteht größtenteils aus Fichten- in den Tälern sowie (Krüppel-)Kiefernwald auf den Geröllhalden. Bemerkenswert ist das Vorkommen der Langbartflechte (Usnea longissima), einer langsam wachsenden, selten gewordenen Flechtenart, die vollkommen auf die Lebensgemeinschaft mit der Fichte angewiesen ist. Der Wald in den Tälern wurde Ende des 19. Jahrhunderts fast vollkommen abgeholzt, konnte sich jedoch sehr schnell erholen und ist jetzt nach etwa 130 Jahren an einigen Stellen schon urwaldartig gediehen. 
Eine weitere Besonderheit des Nationalparks ist seine Grenzlage für die Verbreitung von südlichen bzw. nördlichen Arten. So erreichen hier z. B. Linde, Ahorn und Hasel ihre nördliche Verbreitungsgrenze, während fjälltypische Pflanzen wie Alpen-Milchlattich, Gewöhnliche Alpenscharte sowie Alpen-Lichtnelke hier ihre südliche Verbreitungsgrenze erreichen.

## Weblinks

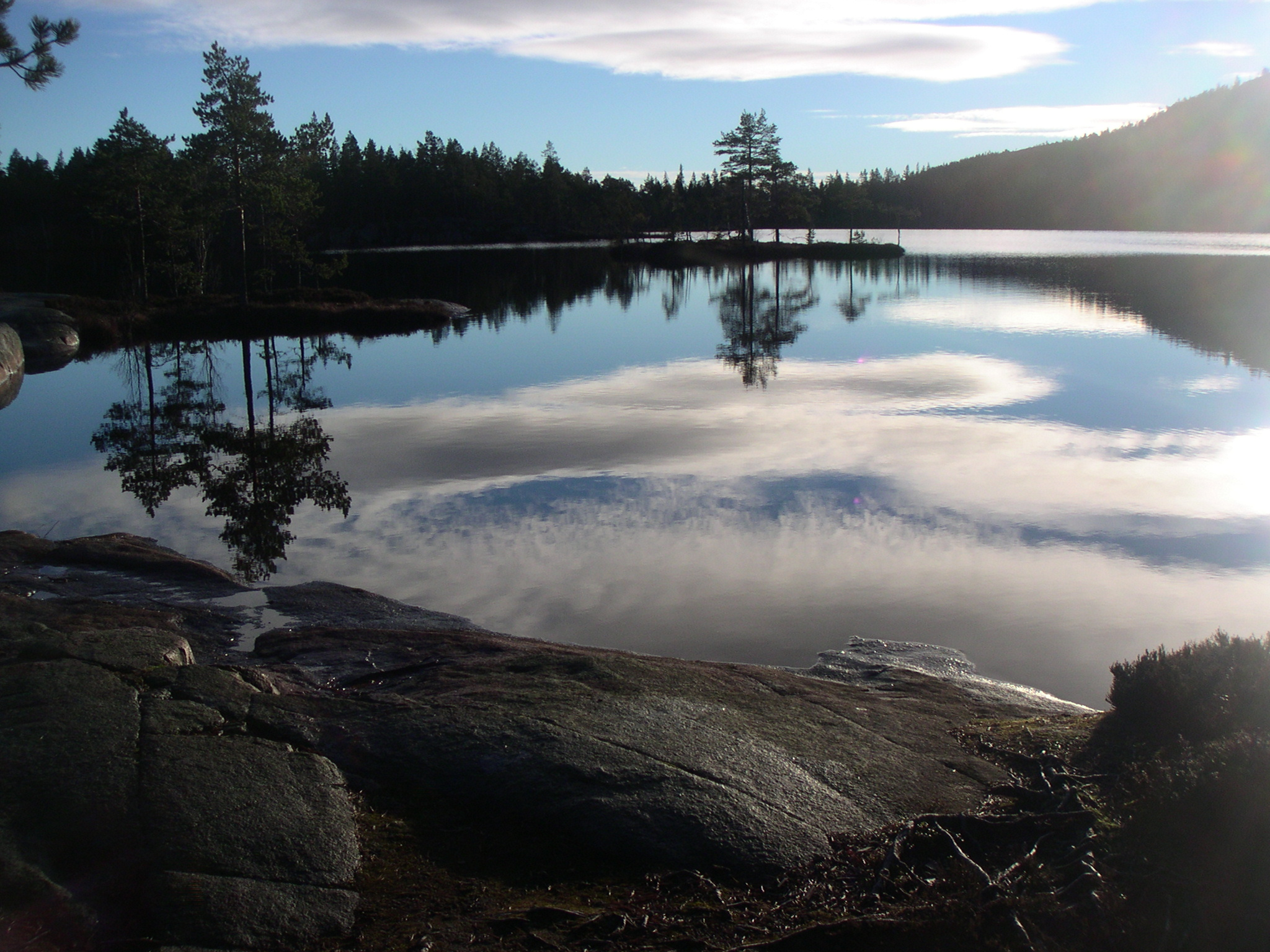
Tärnetvattnet
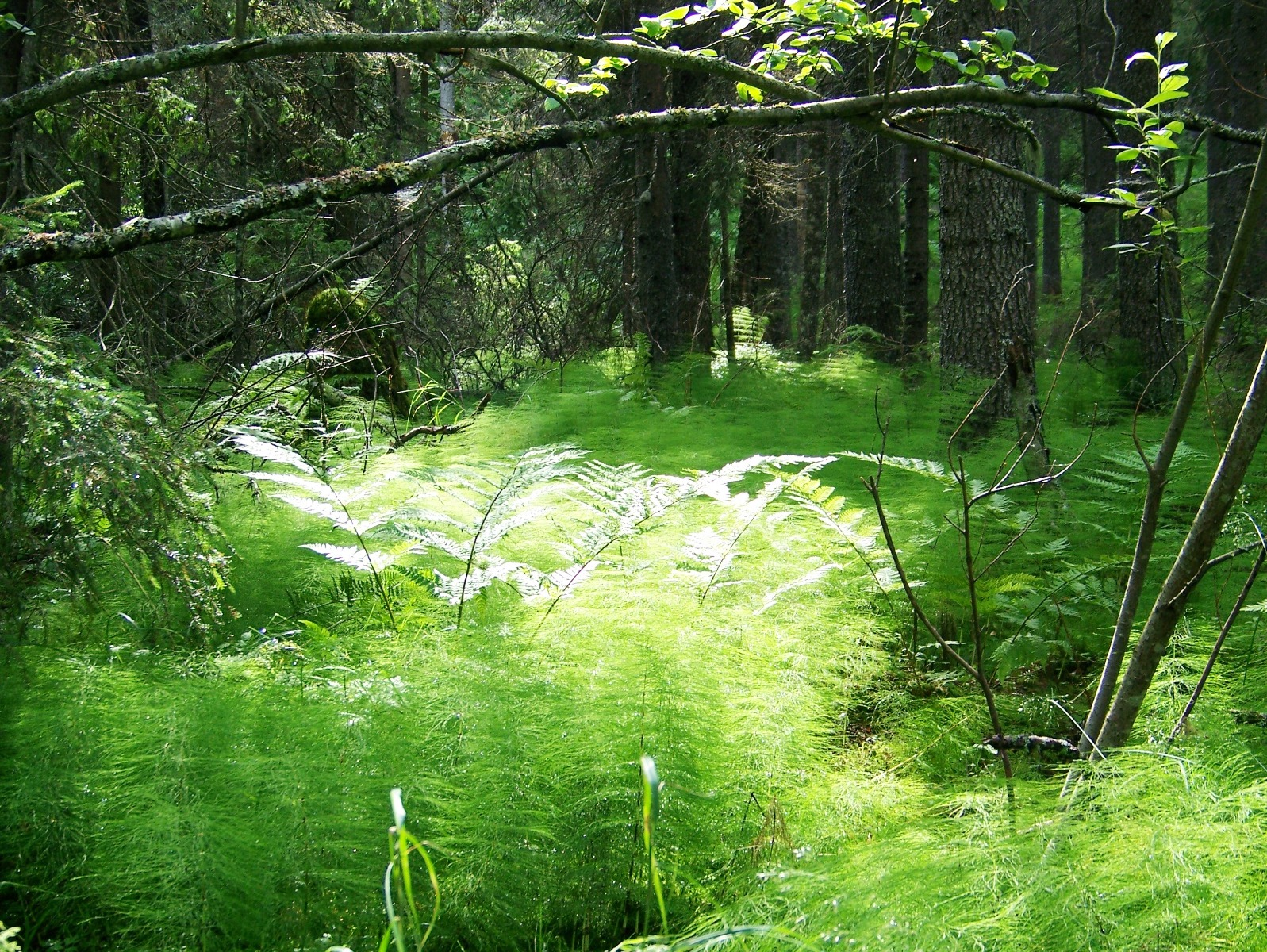
Flora
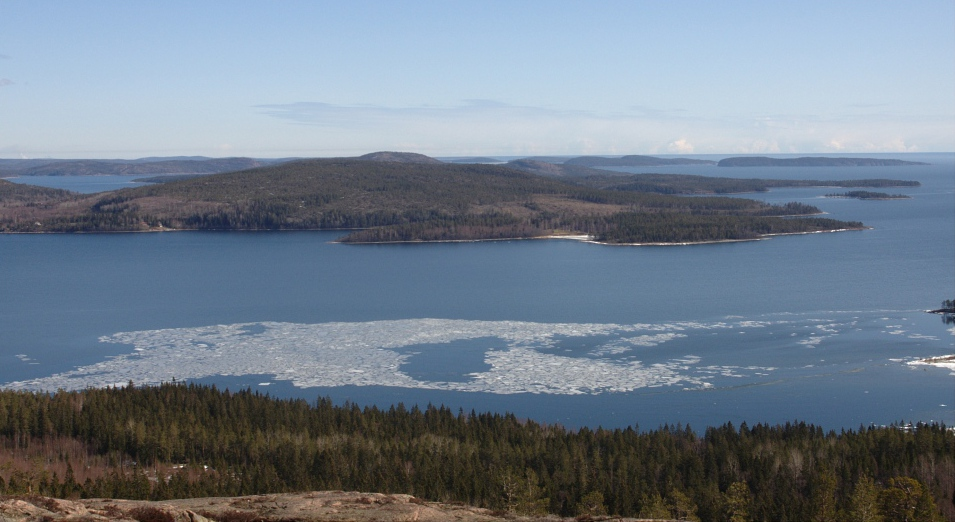
Blick auf die Ostsee
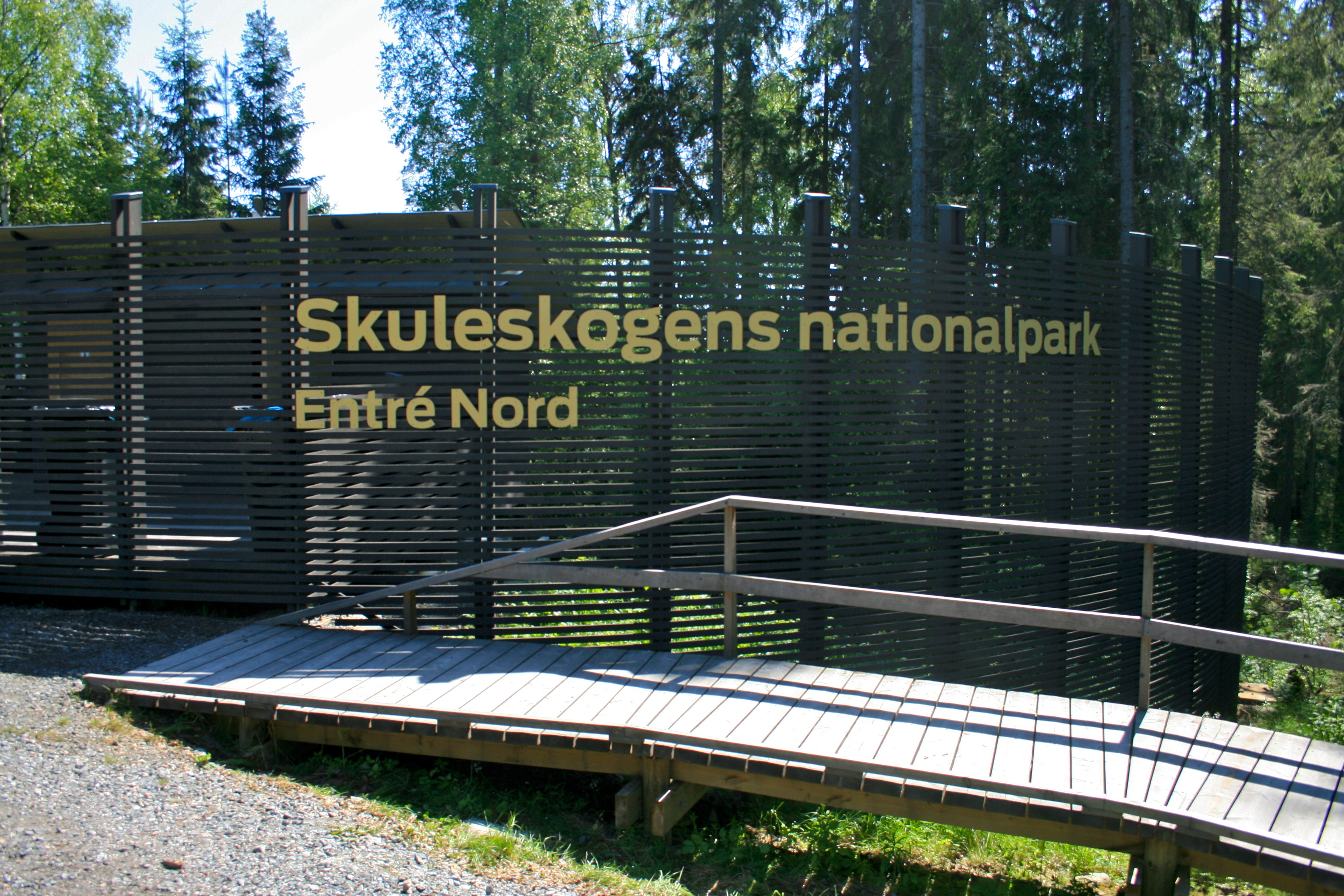
Eingang Nord
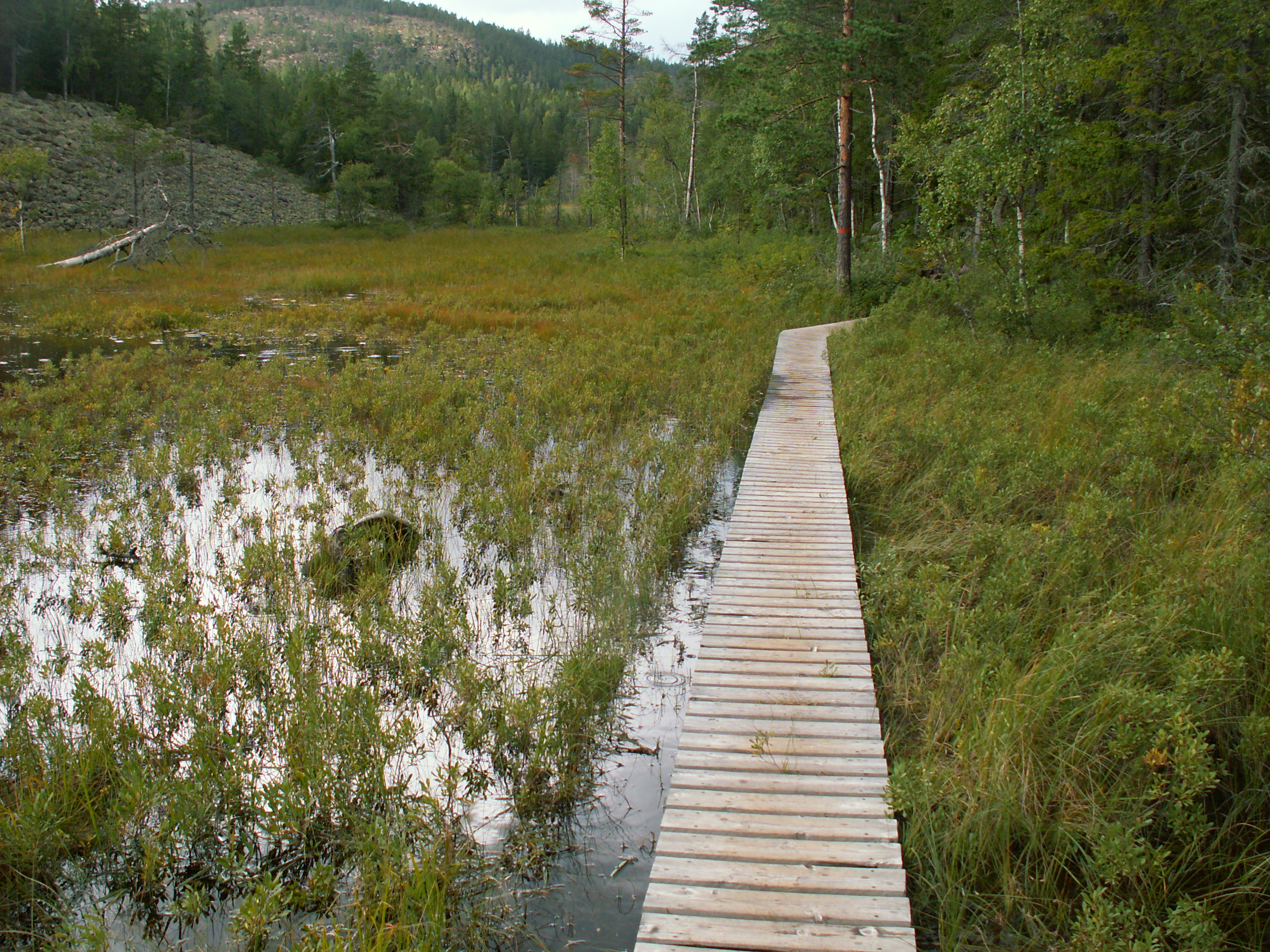
Sumpf
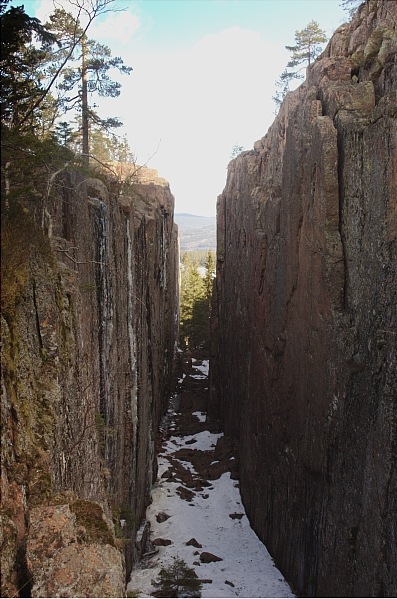
Die Schlucht Slåttdalsskrevan